# Torró de gat
El Torró de gat és un dolç tradicional en la festivitat de Les Catalinetes. Consistix en sucre caramelitzat mesclat amb ametles senceres, conegut com a guirlatxe, que també pot ser substituit amb cacau. Hi ha versions amb mel i roses de dacsa.